# Hilder Smith
Hilder Florentina Smith född Hilder Florentina Youngber 10 augusti 1890 död 11 januari 1977, var en amerikansk flygare och fallskärmshoppare. Hon var gift med James Floyd Smith.
Smith kom in i på flygning via sin man Floyd som var anställd hos Glenn Martin. Till en flyguppvisning 1914 över Los Angeles nya hamn behövde han en kvinnlig fallskärmshoppare. Hennes man frågade henne om hon ville ställa upp. Efter bara någon sekunds eftertanke svarade hon ja, med det villkoret att hon själv skulle få lära sig flyga flygplan.
Efter att hon genomfört sitt första fallskärmshopp i livet vid hamnen, fick hennes man låna ett flygplan av Glenn Martin för att ge henne flyglektioner. Hon flög upp för sitt flygcertifikat under sommaren 1914 på Bean Field. Som kontrollant för Aero Club fungerade löjtnant Ned Godier vid US Army Aero Squad i San Diego. Flygproven bevittnades av hennes man och Glenn Martin.
Hon blev den första pilot som flög passagerare från flygfältet där Martin Flying School var lokaliserat. I dag är Los Angeles internationella flygplats beläget på fältet. 
Hon är begravd tillsammans med sin man i Burbank vid speciella flygavdelningen av The Portal of the Folded Wings to Aviation.